# Bitva u Chancellorsville
Bitva u Chancellorsville, známá též jako Leeho perfektní bitva, představovala významné vítězství konfederačních vojsk nad vojskem Unie a náleží ke klenotům válečnického umění.  Ovšem hlavní seveřanská armáda unikla a smrt Jacksona, který byl považován za nejlepšího polního taktika Konfederace a nenahraditelnou pravou ruku generála Leeho, představovala katastrofu, ze které se jižanská vojska nikdy zcela nevzpamatovala.

## Předehra před bitvou
25. ledna 1863 převzal po sérii neúspěchů velení generál Joseph Hooker po generálu Ambrose Burnsideovi. Po nástupu zavedl organizační změny ve prospěch vojáků - zlepšilo se zásobování a opět se začal vyplácet žold.

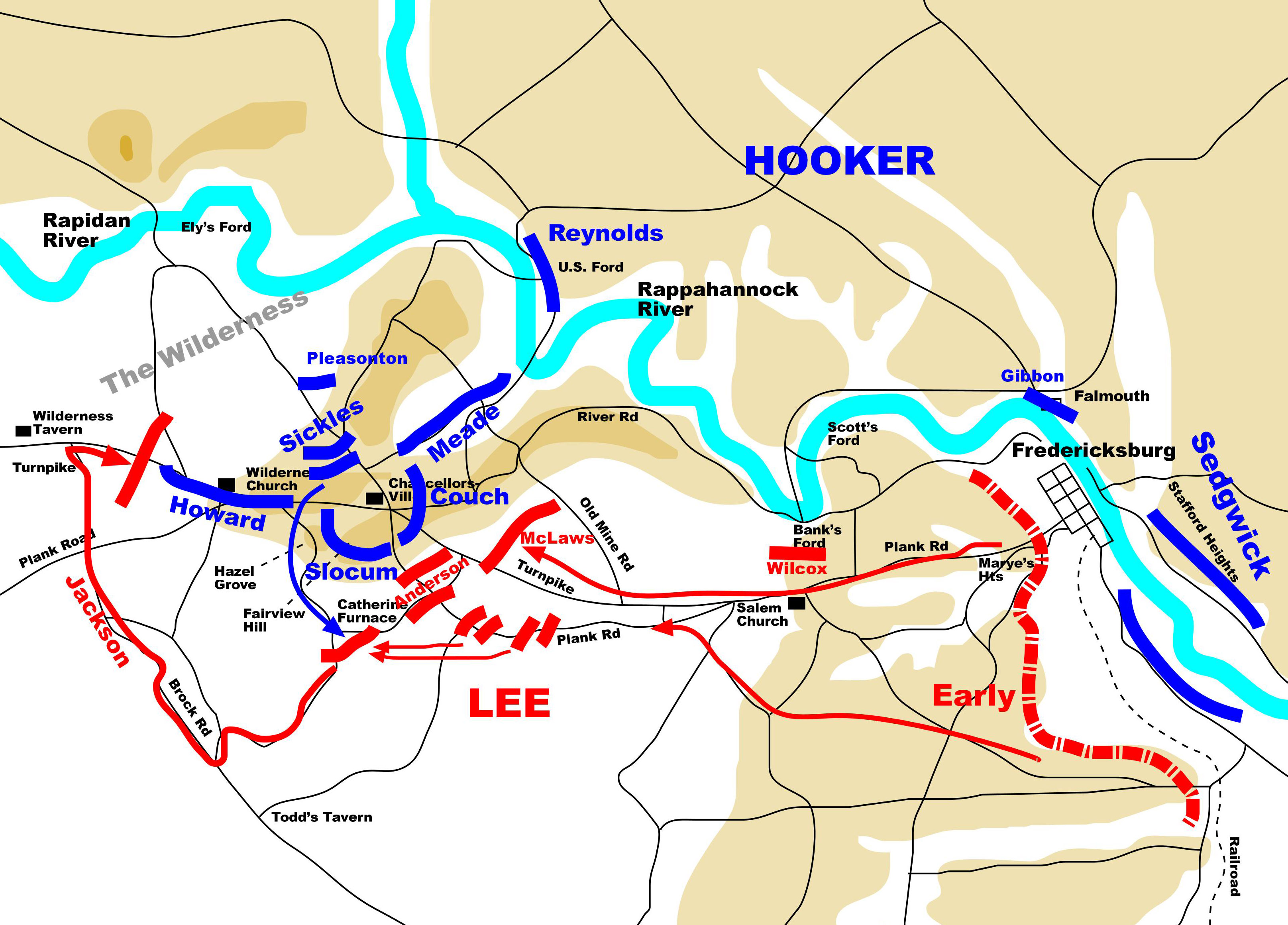
Bitva u Chancellorsville a jeden z nejfantastičtějších manévrů americké historie. Zatímco Lee předstírá pasivitu a přípravu ústupu, Jackson skrytě obchází pravé křídlo seveřanů, které pomalu obchvacuje Leeovy pozice

## Průběh bitvy

### Plány Unie
Armáda Konfederace byla v zimních táborech za řekou Rappahannock u města Fredericksburg. Ofenzivní plán počítal s operací ca 40.000 mužů na levém křídle armády Unie pod velením generála Sedgwicka, kteří měli poutat armádu Konfederace. Ca 70.000 mužů pod velením generála Hookera mělo obejít konfederační armádu ze západu a uzavřít nepřátelské vojsko do kleští.

### Plány Konfederace
Generálové Jackson a Lee plánovali obejít federální vojsko tak, aby se oddíly objevily na levém boku za předpokladu, že se armáda Severu nehne z místa.
Na začátku bitvy překročil generál Hooker řeku Rappahannock a zaskočil vojsko Konfederace, které nestačilo zareagovat. Po překročení řeky nezaútočila armáda Severu na překvapené rebely, ale byl vydán příkaz na vybudování obranné linie u panství Chancellorsville. Ráno 2. května opustilo 26.000 vojáků pod velením generála Jacksona své pozice a začali se přemisťovat po cestě kolem jižní linie federálů na jejich pravý bok. Pochod vojska trval celý den a 2. května večer se armáda generála Jacksona objevila u tábořiště XI. sboru. Z této strany nebyl očekáván útok a nebyly zde vykopány zákopy. Rebelové zahájili útok a zaskočené oddíly severu ustupovaly. Boj trval až do soumraku a v nastálém zmatku byl generál Jackson smrtelně zraněn (jeho muži jej v nočním boji zaměnili za nepřátelskou jízdu).
3. května nařídil generál Hooker zůstat na místě a bránit se. Toto byla výhoda pro jižany, kteří do řad severní armády celý den stříleli děly a prováděli jeden útok za druhým. Po třetím dni bitvy se armáda severu dala na ústup

### Závěr
Konfederační armáda utrpěla sice menší, leč citelnější ztráty, což minimálně dočasně vynahradil fakt, že připravila nepřítele o velkou část proviantu a děl.